# 飛騨国の式内社一覧
飛騨国の式内社一覧（ひだのくにのしきないしゃいちらん）は、『延喜式』第9巻・第10巻「神名帳上下」（延喜式神名帳）に記載のある神社、いわゆる「式内社」およびその論社のうち、飛騨国に分類されている神社の一覧。
また『延喜式』神名帳の編纂当時に存在したが同帳に記載の無い神社、いわゆる「式外社」についても付記する。

## 式内社
『延喜式』神名帳では、小社8座8社を記載。
1）「神名帳」列は、『延喜式 上巻』（大岡山書店、昭和4年、国立国会図書館デジタルコレクション）等における『延喜式』神名帳の記載を基に作成。社名表記は神社史料集成（5を参照）における字体（異体字がある場合には新字体・通用性の高い字体を使用）を基準とした。読みの「-」部分は、「神社」以外で仮名が振られていない部分。「○座」は座数を表し、一座の場合は記載していない。

2）格の「名神大」は名神大社を、「大」は式内大社（名神大社除く）を、「小」は式内小社を意味する。付記は社名とともに記されているもので、一部は「式内社#式内社の社格」を参照。

3）比定社が複数ある場合、最も有力なものを無冠で示し、他の論社には「（論）」を冠した。

4）本来の式内社とは認めがたいものの、式内社を合祀したなどその後継を主張するもの、その他参考の神社には「（参）」を冠した。

| 神名帳             | 神名帳     | 神名帳 | 神名帳         | 比定社                   | 比定社                     | 比定社     | 集成 |
| 社名               | 読み       | 格     | 付記           | 社名                     | 所在地                     | 備考       | 集成 |
| ------------------ | ---------- | ------ | -------------- | ------------------------ | -------------------------- | ---------- | ---- |
| 大野郡 3座（並小） |            |        |                |                          |                            |            |      |
| 水無神社           | ミツナシノ | 小     |                | 飛騨一宮水無神社         | 岐阜県高山市一之宮町       | 飛騨国一宮 |      |
| 槻本神社           | ツキモトノ | 小     |                | 槻本神社                 | 岐阜県高山市丹生川町山口   |            |      |
| 荏名神社           | エナノ     | 小     |                | （論）荏名神社           | 岐阜県高山市江名子町       |            |      |
| 荏名神社           | エナノ     | 小     | （論）荒神社   | 岐阜県高山市江名子町     |                            |            |      |
| 荒城郡 5座（並小） |            |        |                |                          |                            |            |      |
| 大津神社           | オホツノ   | 小     |                | （論）大津神社           | 岐阜県飛騨市神岡町船津     |            |      |
| 大津神社           | オホツノ   | 小     | （論）天満神社 | 岐阜県高山市国府町村山   |                            |            |      |
| 荒城神社           | アラキノ   | 小     |                | 荒城神社                 | 岐阜県高山市国府町宮地     |            |      |
| 高田神社           | タカタノ   | 小     |                | （論）高田神社           | 岐阜県飛騨市古川町太江     |            |      |
| 高田神社           | タカタノ   | 小     | （論）貴船神社 | 岐阜県飛騨市古川町貴船町 |                            |            |      |
| 阿多由太神社       | アタユタノ | 小     |                | （論）阿多由太神社       | 岐阜県高山市国府町木曽垣内 |            |      |
| 阿多由太神社       | アタユタノ | 小     | （論）中宮神社 | 岐阜県飛騨市古川町杉崎   | 大歳神社に合祀             |            |      |
| 栗原神社           | クリハラノ | 小     |                | 栗原神社                 | 岐阜県高山市上宝町宮原     |            |      |

## 式外社
『延喜式』神名帳の編纂当時に存在したが、同帳に記載の無い神社。